# 日本の美術に関する資格一覧
日本の美術に関する資格一覧（にほんのびじゅつにかんするしかくいちらん）は、日本国内で実施されている、美術に関する資格試験の名称を一覧としたものである。

## 国家資格
- 【教育職員免許法】
  - 中学校教員（美術）
  - 高等学校教員（美術）（工芸）
- 【博物館法】
  - 学芸員
- 【職業能力開発促進法】
  - 職業訓練指導員 (広告美術科)
  - 広告美術仕上げ技能士
  - テクニカルイラストレーション技能士
  - フラワー装飾技能士
  - ウェブデザイン技能士

## 民間資格
- 色彩検定（色彩検定協会）
- 美術検定（美術検定協会）
- 色彩士検定（全国美術デザイン教育振興会）
- カラーデザイン検定（国際カラーデザイン協会）
- 全国総合アニメ文化知識検定試験（アニメ検定実行委員会）
- 漫画能力検定（日本漫画能力検定協会）
- 似顔絵検定（日本似顔絵検定協会）
- CG-ARTS検定（画像情報教育振興協会）
- 臨床美術士（日本臨床美術協会）
- 日本伝統文化検定：伝検（一般社団法人日本伝統文化検定協会）